# Batalha de Pago Largo
A batalha de Pago Largo foi um confronto armado ocorrido em 31 de março de 1839 entre as tropas do governador de Entre Ríos (província), brigadeiro Pascual Echagüe, leal ao governador de Buenos Aires e responsável pelas relações exteriores da Argentina, brigadeiro Juan Manuel de Rosas, e as tropas do governador de Corrientes (província), coronel Genaro Berón de Astrada.

## Os antecedentes
A Batalha de Pago Largo remontam à negativa de Buenos Aires em permitir a livre navegação dos rios, medida que prejudicava o comércio e o desenvolvimento da província de Corrientes. Berón de Astrada, confrontado com Rosas, havia chegado a um acordo com o presidente uruguaio, brigadeiro Fructuoso Rivera, para declarar guerra pessoalmente a Rosas. O mediador do encontro foi o unitário Salvador María del Carril. Echagüe, que, assim como o governador deposto de Santa Fé, Domingo Cullen, havia prestado apoio inicial aos conjurados, informou o pacto a Rosas e foi designado por ele para enfrentar o levante correntino. O tratado incluía, entre suas cláusulas, que Rivera forneceria 2000 homens próprios e Berón de Astrada 4000 correntinos, dos quais 1000 ficariam protegendo a província e o resto marcharia com Rivera contra Rosas. Naquele momento, Rivera tinha 4000 homens próprios mais cerca de 2000 mercenários europeus, principalmente catalães, o que permitiria a formação de uma tropa de cerca de 9000 homens contra Rosas. No entanto, Rivera não cumpriu sua promessa e Berón de Astrada iniciou a campanha por conta própria. Naquele momento, Echagüe tinha apenas 2000 homens armados, sendo obrigado a chamar milicianos e reservistas (no total, em sua província havia entre 7000 e 8000 homens na idade militar).
Depois de ter notícia da declaração de guerra, efetuada em 28 de fevereiro, e depois de ter concentrado suas forças nas margens do arroio Calá, Echagüe avançou sobre o território correntino com cerca de 6000 homens (360 infantes e 5500 cavaleiros), incluindo contingentes de milicianos de Santa Fé e Corrientes, e dois canhões, com a intenção de impedir que as tropas correntinas (forças armadas da província de Corrientes) e as uruguaias chegassem a  formar uma frente comum.
Berón de Astrada havia concentrado suas forças no arroio Mocoretá. Contava com cerca de 5000 homens (450 soldados de infantaria e 4500 cavaleiros) e três peças de artilharia. Suas tropas eram, na maioria, inexperientes, entre 2500 e 3000 eram milicianos e apenas 500 veteranos, com o agravante para os correntinos de que muitos deles se consideravam federais e estavam contrariados por estarem sob o comando de chefes e oficiais unitários, entre eles o coronel Manuel Olazábal, nomeado chefe do Estado-Maior do exército.

## A batalha

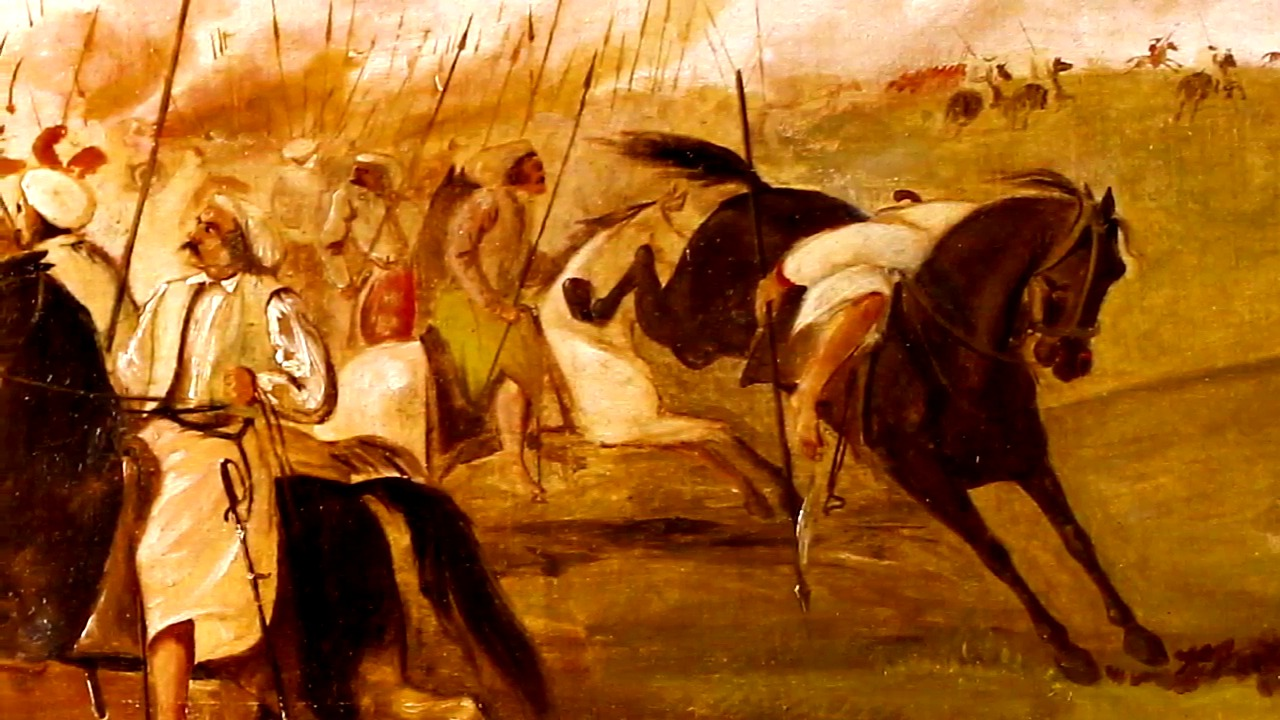
Carga de cavalaria Correntina, 1857 (detalhe). Óleo de Juan Manuel Blanes.

Diante do avanço inimigo, Astrada recuou de sua posição inicial para Ombú, ao norte de Curuzú Cuatiá. O avanço de Echagüe o obrigou a se movimentar, lutando nas margens do arroio Pago Largo, ao sul de Curuzú Cuatiá.
O choque inicial resultou favorável para os correntinos, que avançaram com a infantaria sobre o centro da frente inimiga. Mas uma carga de cavalaria bem-sucedida da Entre Rios liderada pelo coronel-maior Justo José de Urquiza, então tenente de Echagüe, causou a desorganização do inexperiente exército de Berón de Astrada. A batalha durou várias horas, seguida por uma perseguição que durou dois dias. O exército correntino teve cerca de 2000 mortos, incluindo 800 prisioneiros que foram degolados pelos vencedores.

O cavalo de Berón de Astrada foi derrubado por um tiro de boleadeiras, e o governador foi assassinado a lançadas no campo de batalha. De acordo com uma amplamente difundida mas incerta anedota, o general Urquiza ordenou arrancar uma tira de pele de sua costas para fazer um chicote, que presenteou a Rosas. O poema Isidora, de Hilario Ascasubi, relata:
A primeira coisa que Isidora viu ao entrar foi um cartaz com letras grandes nele, e uma pele pendurada em um gancho grande: e o letreiro dizia: "Esta é da traição Berón de Astrada! Pele que foi tirada dele por um unitário selvagem, na famosa região de Pago Largo, onde ele foi despedaçado!"

## Consequências
Após sua vitória, o exército de Echagüe invadiria na Banda Oriental, mas seria derrotado.
Após a derrota de Pago Largo e a morte do governador geral Berón de Astrada, os excessos cometidos pelo vencedor no sul da província de Corrientes causaram um estado de terror. O general Echagüe pediu imediatamente a nomeação de uma pessoa aderente à sua causa como governador e que também fosse de confiança de Rosas, exigiu a anulação do Pacto Federal com o Uruguai e que fossem confiscados todos os bens de Berón de Astrada e seus seguidores. O Congresso nomeou don Pedro Ferré como governador. Esta designação não agradou Rosas, então ele teve que renunciar para que fosse eleito pelo Legislativo o sargento José Antonio Romero.
O cântico da época reflete isso assim:
Cullen y Berón de Astrada,
salvajes de condición,
pagaron por su traición
premio igual en la patriada.
Berón en su retirada
de Pago Largo, le erró.
Y Cullen, que por remedio
vino al Arroyo del Medio,
en medio arroyo quedó.

Tradução:
Cullen e Berón de Astrada,
selvagens de condição,
pagaram por sua traição
com o mesmo prêmio na pátria.

Berón, em sua retirada
de Pago Largo, errou.
E Cullen, que buscando cura
veio até o Arroyo do Meio,
Ficou preso no meio do rio
Sem saída, sem remédio.